# 1657 en France
Chronologie de la France
- 1653
- 1654
- 1655
- 1656
- 1657
- 1658
- 1659
- 1660
- 1661

Cette page concerne l’année 1657 du calendrier grégorien.

## Événements

### Janvier
- 1er janvier : Cosnac prêche à la maison professe des jésuites de la rue Saint-Antoine devant le roi, la reine mère, trois cardinaux et plus de cinquante évêques[1].
- 4 janvier et 17 février : des arrêts du Conseil exproprient l’hôtel de Blainville, rue des Poulies, en vue de le démolir pour l’agrandissement de la place devant le palais du Louvre, et donnent en échange à Jean de Choisy, son propriétaire, les bois du Vernay, du Tronquay et du Parc en Normandie destinés à alimenter la forge de Balleroy[2],[3].
- 25 janvier : Bossuet donne le premier Panégyrique de saint Paul, à l’église Saint-Paul à Paris, à l’occasion de la fête de la conversion de saint Paul[4].

### Février
- 8 février :
  - lettre de Fouquet à l’intendant de Vaux, Courtois. Un gentilhomme voisin de Vaux, M. de Villevessin, a dit à la reine que sur le chantier on avait compté jusqu’à 900 hommes. Il est prié de ne laisser entrer personne sur le chantier. D’autres billets relatifs aux travaux exécutés à Vaux et à Saint-Mandé prouvent que Fouquet cherche à dissimuler les immenses dépenses qu’il fait dans ses domaines[5].
  - déclaration royale qui maintient les ecclésiastiques dans leurs droits et franchises. Le même mois est publié un édit pour la levée des dîmes sur toutes les terres[6].
  - François-Christophe de Lévy, duc d’Amville, prend l’engagement écrit d’épouser Catherine de Manneville, fille d’honneur de la reine mère, appelée Menneville. Cette Menneville, maîtresse de Fouquet, essaie vainement d’obtenir de lui que Damville, qu’on retrouve très présent dans l’entourage de la Grande Mademoiselle, tienne son engagement[7].
- 9 février : déclaration du roi interdisant de cacher la mort d’un bénéficier et de garder le corps[6], car selon la règle de la Chancellerie romaine de infirmis resignatibus, une résignation si un malade a résigné et est décédé dans les vingt jours suivants, la provision sur cette résignation est nulle et le bénéfice réputé vacant par mort[8].
- 12 février : mariage de Marie Fouquet, première fille de Nicolas Fouquet et de Louise Fourché, avec Armand de Béthune, marquis de Charost, à Saint-Nicolas-des-Champs[9].
- 15 février : publication de la troisième partie de Clélie, histoire romaine par Madeleine de Scudéry. Elle y peint le portrait de Madame de Sévigné sous le nom de Clarinthe[10].
- 19 février : publication de la Dix-septième lettre écrite par l’auteur des Lettres au provincial au révérend père Annat, jésuite, datée du 23 janvier. Pascal y défend l’hérésie supposée de Jansénius et de Port-Royal[11]. Les 17 premières lettres sont réunies en un recueil d'un seul volume au format original in-quarto, avec un « Avertissement sur les XVII Lettres », de Pierre Nicole[12].

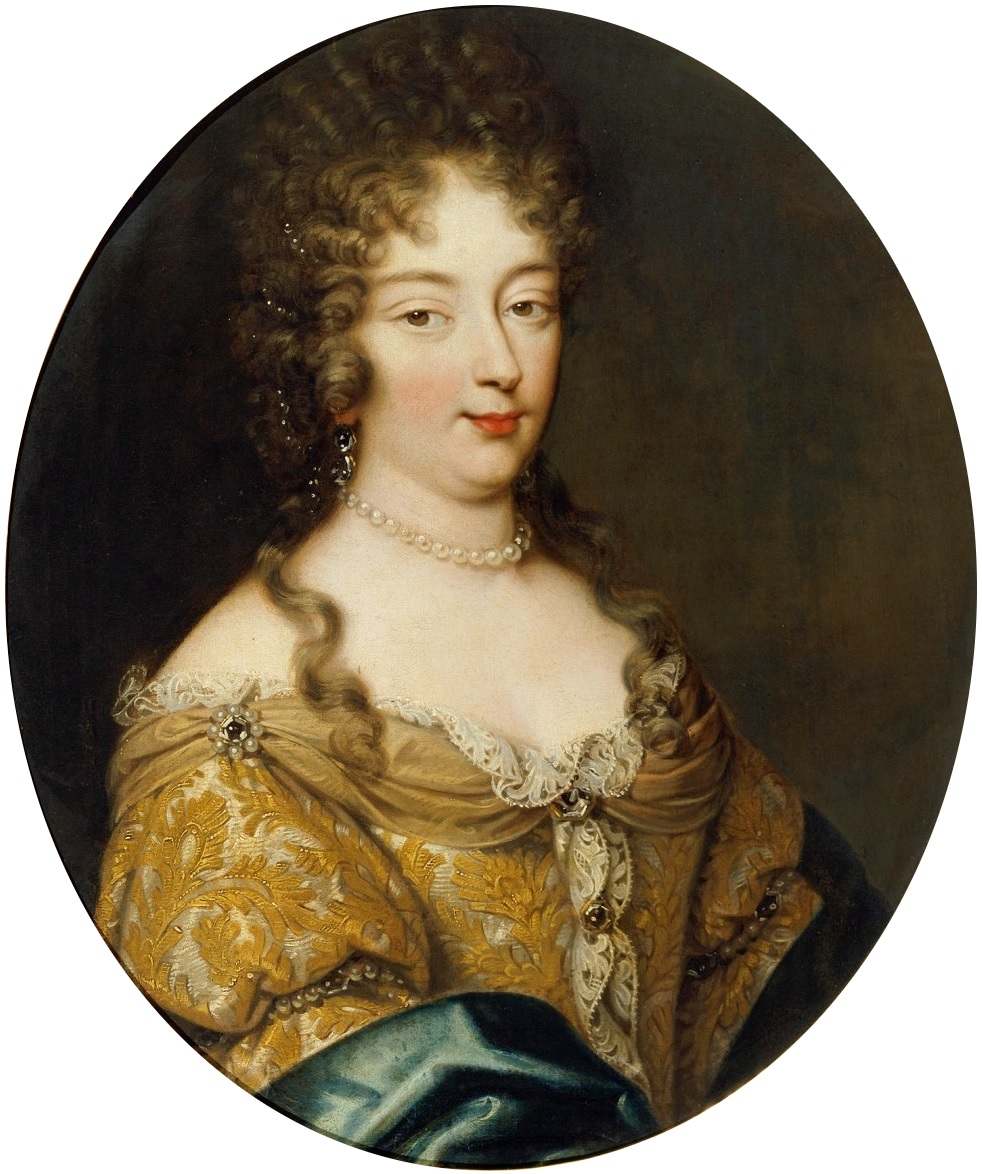
Olympe Mancini par Mignard

- 21 février : mariage d’Olympe Mancini, sœur de Laura morte en couches peu de jours avant, avec le comte de Soissons[13].

### Mars
- 7 mars : Bossuet prononce le Premier Panégyrique de saint Thomas d’Aquin, à Paris[14].
- 17 mars : l’Assemblée du clergé rédige un formulaire contenant la condamnation des cinq propositions sur la grâce de l'Augustinus de Jansénius, dont la signature est imposée à tous les bénéficiers de France[15]. Quatre évêques réformateurs, Pavillon (Alet), Choart de Buzenval (Beauvais), Arnauld (Angers), Caulet (Pamiers) protestent et publient des mandements en ce sens. Certains évêques leur apportent leur soutien, ainsi que des laïcs qui épousent les idées jansénistes, les Solitaires de Port-Royal, liés avec la société parisienne. Après le 17 mars le père Annat publie une réponse à la plainte que font les jansénistes de ce qu’on les appelle hérétiques et une réponse à la XVIIe lettre des jansénistes[16]. Antoine Arnauld rédige les Réflexions d’un docteur de Sorbonne sur l’Avis donné par Mgr l'évêque d’Alet, sur le cas proposé touchant la Souscription de la dernière Constitution du pape Alexandre VII, et du Formulaire de l’Assemblée générale du Clergé de France[17].
- 19 mars : Bossuet donne aux Feuillants de la rue Saint-Honoré, le premier Panégyrique de saint Joseph[14].
- 23 mars : traité de Paris entre la France et l’Angleterre. Mazarin conclut une alliance militaire secrète avec Cromwell destinée à chasser les Espagnols de la Flandre maritime en échange de la ville de Dunkerque. Le négociateur anglais est le colonel Lockhart[18].
- 24 mars : rédaction de la dernière des Lettres provinciales, Dix-huitième lettre […] au Révérend père Annat, jésuite. Elle est mise en circulation au début de mai[12].

### Avril
- 17 avril : Nicolas Brulart est reçu premier président du Parlement de Dijon. Il meurt le 4 août 1693[19].
- 22 avril : bénédiction de l’église du couvent de la Mercy (rues de Braque et du Chaume)[20].
- 24 avril : l’avocat général Denis Talon plaide devant la grand chambre pour l’affaire de Champigny opposant Gaston d’Orléans et sa fille à madame d’Aiguillon et le duc de Richelieu. Il obtient l’annulation de l’arrêt du 26 août 1654 quant au chef qui avait pour objet le recours en garantie du duc d’Orléans ; Mademoiselle recouvre sa terre de Champigny[21].
- 26 avril : un arrêt du Conseil d’État supprime le privilège de libre élection du maire et des échevins d'Angers, désormais nommés par le roi[22].

### Mai
- 3 mai : l’Assemblée du clergé accorde au roi un don gratuit de 2,7 millions de livres[23].
- 6 mai : quelques exemplaires de la Dix-huitième lettre […] au Révérend P. Annat, jésuite (et dernière lettre) sont remis à des membres du Parlement[24].
- 7 mai : ouverture de l’hôpital de la Salpêtrière premier et plus grand des établissements de l’Hôpital général qui devient un lieu de détention pour les indigents[25].
- 19 mai : l’assemblée du clergé réunie à Paris accorde au roi un « don gratuit » de 2,7 millions de livres[26]
- 22 mai : mariage de Henri de Savoie, frère cadet de Charles-Amédée de Savoie, duc de Nemours avec Marie d’Orléans, fille du duc de Longueville, future duchesse de Nemours. Il prend à Nemours une « grosse fièvre en sortant de l’église ». Ils passent l’été au bord de l’Oise[27].
- 23 mai : clôture de l’Assemblée du clergé de 1655-1657[28]. Fin mai, Pascal entame la rédaction des fragments d’une dix-neuvième lettre adressée au Père Annat[11], sans doute peu après la dispersion de l’Assemblée du Clergé[29].
- 31 mai : Condé oblige Turenne à lever le siège de Cambrai[30].

### Juin
- 1er juin : Lettre d’un avocat au Parlement à un de ses amis, touchant l’Inquisition qu’on veut établir en France à l’occasion de la nouvelle bulle du pape Alexandre VII, de Pascal[31].
- 30 juin : Bossuet donne le Deuxième Panégyrique de saint Paul, à l’Hôpital général de Paris[4].

### Juillet
- Fin juillet : parution de la première édition in-12 des Provinciales de Pascal[11].

### Août
- 1er août : Mademoiselle rejoint la cour à Sedan où elle est reçue par la reine Anne d’Autriche. Elle obtient le pardon du roi après trois ans d’exil et se réconcilie avec Mazarin[32].

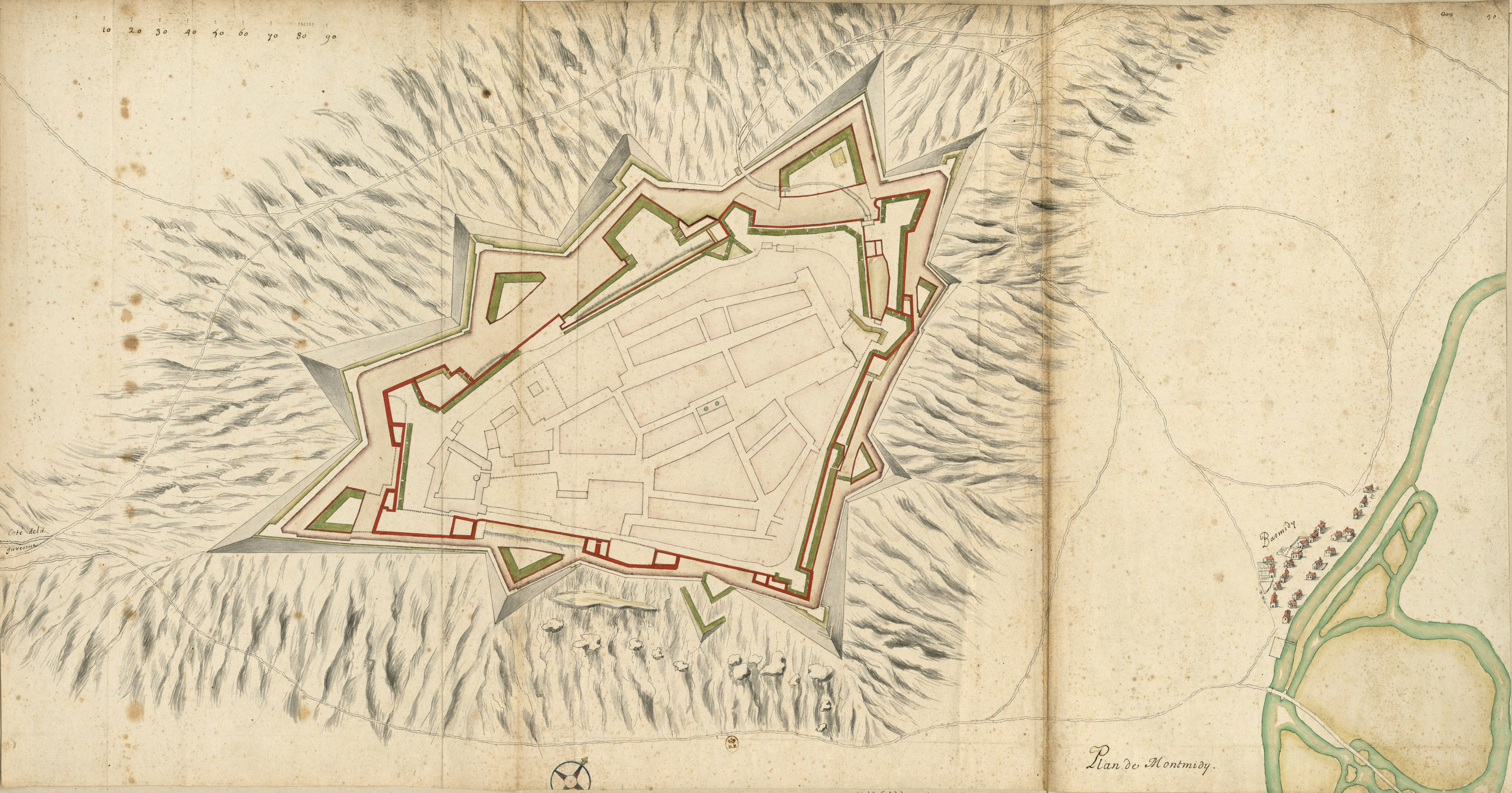
La citadelle de Montmédy au XVIIe siècle.

- 5 août : prise de Montmédy[30], le lendemain de la mort de Malandry, son gouverneur, en présence de Louis XIV.
- 27 août : prise de Saint-Venant par Turenne[33].
- Août : traité Chirol, panoplie de toutes sortes de taxes et d’offices vendues aux financiers par Fouquet[34].

### Septembre

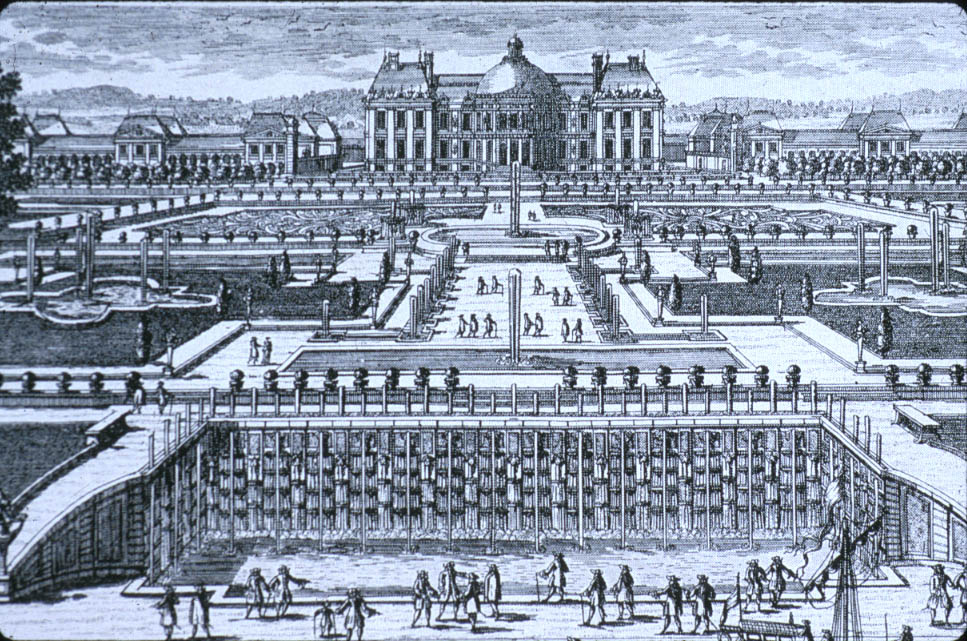
Les jardins du château de Vaux-le-Vicomte.

- Début septembre : Cosnac prend possession de son diocèse de Valence[35].
- 6 septembre : mise à l’Index des Provinciales de Pascal[31].
- 11 septembre :  Fouquet achète à son cousin Christophe de Chalain le manoir de Coët-Canton sur l'Aven à l'ouest de Concarneau avec une grande forêt et des droits de haute justice[36].
- 23 septembre : fin du gros œuvre du château de Vaux-le-Vicomte[37].
- Septembre : l’abbé Basile Fouquet essaie d’imposer au cardinal et à son frère l’un de ses amis, Jacques Le Tillier dans l’une des deux charges de contrôleur général. L’incident provoque des tensions avec le cardinal et la brouille définitive entre les deux frères Fouquet[38].

### Octobre
- 3 octobre : Turenne prend Mardyck et, conformément aux engagements pris par la France, remet cette place aux Anglais[30]. Probablement après la prise de Mardyck, en octobre ou novembre, Retz reparaît sur la scène politique en publiant un vigoureux pamphlet contre la politique étrangère de Mazarin. II s’agit de la Très humble et très importante remontrance au Roi sur la remise des places maritimes de Flandres entre les mains des Anglais, dirigée contre le traité franco-anglais du 23 mars[39].
- 15 octobre : Bossuet donne le Panégyrique de sainte Thérèse à Metz[40].
- 29 octobre : Fouquet achète à Monsieur de Launay, gentilhomme ordinaire de Mazarin, en se masquant derrière la marquise d’Assérac, les gouvernements de Guérande et du Croisic[41].

### Novembre
- 1er novembre : Bossuet prêche à Metz devant la reine, en faveur de l’œuvre des Bouillon, une institution de charité[42].
- 9 novembre : Madame de Sévigné visite Christine de Suède à Fontainebleau[10].
- 10 novembre : Christine de Suède - arrivée à Fontainebleau le 3 octobre - fait mettre à mort, sous ses yeux, dans la galerie aux Cerfs, son amant et grand écuyer Monaldeschi[43].
- 11 novembre : Saint-Martin. Collation de Fouquet à Saint-Mandé. Il reçoit le roi et le cardinal Mazarin[5].

### Décembre
- 19 décembre : le Parlement de Paris, en lit de justice, enregistre la bulle du pape Alexandre VII Ad sacram Petri sedem, qui confirme Cum occasione[44].
- 25 décembre : Alphonse Mancini, garçon de 14 ans, un prodige, selon Mademoiselle, est victime d’un accident en jouant avec ses condisciples du collège des jésuites de Clermont. Il tombe sur la tête à cause d’une maladresse de l’abbé d’Harcourt et meurt des suites de sa blessure le 6 janvier 1658. Mazarin voulait le former personnellement à de grandes ambitions[45].
- Décembre :
  - l’Apologie pour les casuistes contre les calomnies des jansénistes du P. Georges Pirot[31].
  - portraits par Mademoiselle du chevalier de Béthune, fait au mois de décembre 1657[46].